# Commission d’Épuration

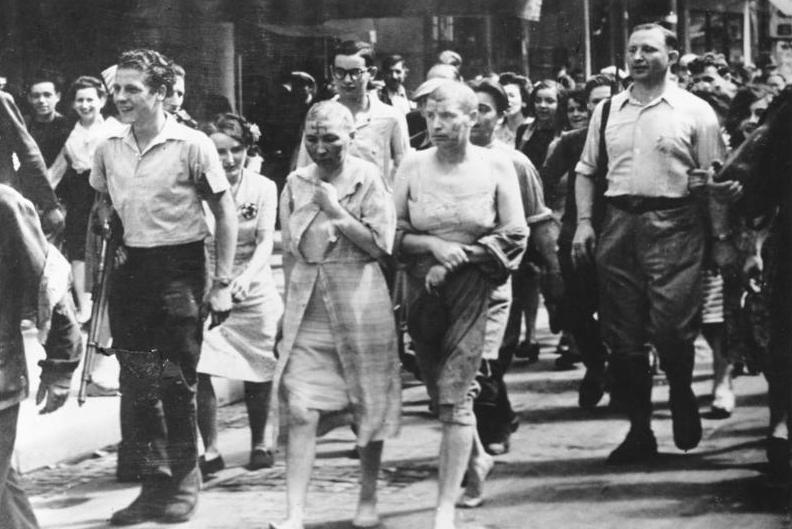
Französinnen, die der Kollaboration mit den Nazis beschuldigt sind, werden entehrt und durch die Straßen von Paris geführt. Barfuß, Brandmale im Gesicht, den Kopf kahl geschoren. Sommer 1944.

Im Rahmen der Befreiung Frankreichs von der deutschen Besatzung im Zweiten Weltkrieg gab es zwischen 1944 und 1947 zahlreiche Aktionen zur Säuberung des Staatsapparats und des öffentlichen Lebens von Personen, denen Kollaboration vorgeworfen wurde. Bei den vorgeworfenen Handlungen ging es sehr oft um Denunziationen oder Auslieferung von Flüchtenden und Geiseln an die deutsche Besatzungsmacht.

## Geschichte
Es gab zunächst die wilden, unkontrollierten Aktionen (épuration sauvage). Neben Misshandlungen und öffentlichen Erniedrigungen kam es dabei nach verschiedenen Schätzungen zu 7.500 bis etwa 10.000 Tötungen. Sie wurden später nicht als Verbrechen (z. B. nicht als Akte der Lynchjustiz) verfolgt. Frauen, die der „horizontalen Kollaboration“ mit deutschen Besatzern beschuldigt bzw. verdächtigt wurden, wurden öffentlich gedemütigt und erhielten die Köpfe kahl geschoren.
Später gab es die durch die Commission d’Épuration (épuration légale) justiziabel gemachte Form der Säuberung.
Dabei ging es um drei Hauptgruppen:
- Kriminelle Akte (Sanktion bis zur Todesstrafe)
- Verlust der Bürgerrechte auf Zeit
- Staatliche Beschlagnahmung von Kriegsgewinnen der betreffenden Person

In ganz Frankreich kam es dabei zu etwa 120.000 Verurteilungen mit etwa 1.500 Exekutionen, die häufig ohne rechtsstaatliches Vorgehen durchgeführt wurden. In Paris zeigte sich etwa der kommunistische Teilnehmer an der französischen Résistance René Sentuc, genannt „Capitaine Bernard“, in einem ehemaligen Militärhospital im Jahre 1944 Institut dentaire George-Eastman in dieser Weise. Es wurde in Paris im Zeitraum zwischen dem 20. August und 15. September 1944 eine große Anzahl von Menschen in Willkürprozessen abgeurteilt und füsiliert.
Dieser Praxis im gesamten französischen Staatsgebiet versuchten Charles de Gaulle und die Provisorische Regierung der Französischen Republik, Gouvernement provisoire de la République française, entgegenzutreten.
Spätere Untersuchungen weisen auf ähnliche Erfahrungen wie mit der Entnazifizierung in Deutschland hin: Die Kleinen hängte man, die Großen konnten durch Verzögerungen mit legalen Verfahren und Persilscheinen (in diesen Fällen häufig über Aktionen für die Résistance) profitieren.

## Bekannte Fälle
- Marc Augier (nach Argentinien geflüchtet)
- Jean-Henri Azéma (nach Argentinien geflüchtet)
- Robert Brasillach (hingerichtet)
- Sacha Guitry (Verfahren eingestellt)
- Serge Lifar (Tänzer, einjähriges Berufsverbot)[4]
- Maurice Papon (damals freigesprochen)
- Paul Touvier (untergetaucht)

## Film
Das von Julien Duvivier 1958 als Krimi gedrehte Kammerspiel Marie-Octobre mit Danielle Darrieux in der Titelrolle als ehemalige Widerstandskämpferin thematisiert die meisten Argumente um Vaterlandsliebe und Verrat in einer damals viel beachteten Inszenierung. Der Film kam 1959 in die Kinos.